# Aerangis coriacea
Aerangis coriacea es una orquídea epífita originaria de África.

## Descripción
Es una planta pequeña de tamaño que prefiere clima caliente a fresco, es epífita, con un tallo leñoso completamente envuelto en hojas como vainas, liguladas a liguladas-oblanceoladas, con el ápice bi-lobulado de manera desigual, son de color verde oscuro con nervaduras reticuladas notables, carnosas y con el margen ondulado. Florece  en una inflorescencia axilar, cilíndrica, arqueada de 40 cm de largo, en forma de racimo con 4 a 22 flores de 3-4 cm de ancho. La floración se produce en la primavera

## Distribución y hábitat
Se encuentra al norte de Kenia y Tanzania en la profunda sombra en las tierras altas de los bosques cercanos a los ríos, en árboles y troncos en alturas de 1300 a 2300 m s. n. m.

## Taxonomía
Aerangis coriacea fue descrita por  Victor Samuel Summerhayes y publicado en The Gardeners' Chronicle & Agricultural Gazette 131: 96. 1952.
Etimología
El nombre del género Aerangis procede de las palabras griegas: aer = (aire) y angos = (urna), en referencia a la forma del labelo.
coriacea: epíteto latino que significa "con hojas coriáceas".